# Constantin Arbănaș
Constantin Arbănaș (Reșița, 28 luglio 1983) è un ex calciatore rumeno, di ruolo difensore.

## Carriera
Ha giocato nella massima serie dei campionati rumeno, moldavo ed azero.

## Palmarès

### Club

#### Competizioni nazionali
- Campionato moldavo: 4

Sheriff Tiraspol: 2006-2007, 2007-2008, 2008-2009, 2009-2010
- Coppa di Moldavia: 4

Sheriff Tiraspol: 2007-2008, 2008-2009, 2009-2010
Milsami Orhei: 2011-2012
- Supercoppa di Moldavia: 1

Sheriff Tiraspol: 2007
- Coppa d'Azerbaigian: 1

Xəzər-Lənkəran: 2010-2011

#### Competizioni internazionali
- Coppa della CSI: 1

Sheriff Tiraspol: 2009